# Mikiko
Mikiko (三貴子 (Tam quý tử)/ みはしらのうずのみこ、さんきし) theo ghi chép của Cổ sự ký là ba người con của thần Izanagi, được sinh ra sau khi ông rửa mặt để tẩy ô uế trên đường trở về từ Hoàng Tuyền Quốc.
- Thần Mặt Trời Amaterasu (天照大神/ アマテラス?) sinh ra khi Izanagi tẩy uế mắt trái.
- Thần Mặt Trăng Tsukuyomi (月讀/ ツクヨミ?) sinh ra khi Izanagi tẩy uế mắt phải.
- Thần biển cả và bão tố Susanoo (素盞嗚尊/ スサノオ?) sinh ra khi Izanagi tẩy uế mũi.

Ba vị thần này còn được gọi là Tam quý thần (三贵神/ さんきし、さんきしん)